# Todo lo otro
Todo lo otro es la primera serie española original de HBO España, creada y protagonizada por Abril Zamora, compartiendo protagonismo con Juan Blanco, David Matarín, Nuria Herrero, Andrea Guasch, Marta Belenguer, Raúl Mérida, Miguel Bernardeau y Alberto Casado, entre otros. Estrena sus dos primeros capítulos el 26 de octubre de 2021, coincidiendo con la llegada a España de HBO Max y cuenta la historia de un grupo de treintañeros atrapados en unas vidas que no eran las que soñaban, mientras intentan avanzar y encontrar su hueco en Madrid.

## Sinopsis
Dafne (Abril Zamora) es una mujer que tiene un trabajo aburrido del que encima le despiden, le acaba de dejar su novio y, para colmo, va a descubrir que está enamorada de su mejor amigo, César, un asturiano desmotivado que además es su compañero de piso. Sus amigos también están muy perdidos, sus ligues no son lo que ella espera y hasta su exjefa no es feliz con la vida que lleva. Todo su entorno parece perderse y Dafne se pregunta, ¿para qué quiero yo raíces cuadradas? ¿no sería mejor que me enseñaran a sobrellevar que la persona que más quieres en el mundo no te quiera?

## Reparto
- Abril Zamora como Dafne
- Juan Blanco como César
- David Matarín como Yerai
- María Maroto como Eva
- Nuria Herrero como Amaya
- Bea de la Cruz como Raquel
- Marta Belenguer como Aurora
- Andrea Guasch como Martina
- Pepe Lorente como Juancho
- Raúl Mérida como Manuel
- Alejandro Vergara como Sergio (Episodio 2)
- Inma Sancho como Adela (Episodio 7)
- y con la voz de Alberto Casado como Narrador

#### Con la colaboración especial de
- Miguel Bernardeau como Iñaki (Episodio 3 - Episodio 6)
- Juanjo Artero como Chema (Episodio 7)
- Maite Sandoval como madre de Iñaki
- Jon Arias como ligue de Dafne

## Capítulos
| N.º | Título               | Dirigido por | Escrito por  | Fecha de lanzamiento original |
| --- | -------------------- | ------------ | ------------ | ----------------------------- |
| 1   | «Episodio 1»         | Abril Zamora | Abril Zamora | 26 de octubre de 2021         |
| 2   | «Episodio 2»         | Abril Zamora | Abril Zamora | 31 de octubre de 2021         |
| 3   | «Episodio 3»         | Abril Zamora | Abril Zamora | 7 de noviembre de 2021        |
| 4   | «Episodio 4»         | Abril Zamora | Abril Zamora | 14 de noviembre de 2021       |
| 5   | «Episodio 5»         | Abril Zamora | Abril Zamora | 21 de noviembre de 2021       |
| 6   | «Episodio 6»         | Abril Zamora | Abril Zamora | 28 de noviembre de 2021       |
| 7   | «Episodio 7»         | Abril Zamora | Abril Zamora | 5 de diciembre de 2021        |
| 8   | «Episodio 8»         | Abril Zamora | Abril Zamora | 12 de diciembre de 2021       |
| 9   | «Especial Making-Of» | Abril Zamora | Abril Zamora | 26 de diciembre de 2021       |

## Producción
Todo lo otro es un proyecto que viene de la mano de Abril Zamora (cocreadora de Señoras del (h)AMPA y guionista de Élite) quien escribe, dirige y protagoniza la producción. La serie fue anunciada en diciembre de 2020, cuando comenzó su rodaje. Las grabaciones terminaron en mayo de 2021, anunciándose la fecha de estreno para la segunda mitad de 2021. La ficción, producida por Mandarina para WarnerMedia, constará de ocho capítulos de treinta minutos, y un episodio especial Making Of con imágenes inéditas de la grabación de la serie.